# آناتولی چرپویچ
آناتولی چرپویچ (اوکراینی: Анатолій Черепович؛ ۳۰ ژوئیهٔ ۱۹۳۶ – ۲ اوت ۱۹۷۰) دوچرخه‌سوار اهل اتحاد جماهیر شوروی سوسیالیستی بود.